# Krasávino
Krasávino (ruso: Краса́вино) es una ciudad rusa, ubicada en la esquina nororiental de la óblast de Vólogda. A efectos de desconcentración administrativa de los órganos federales y de la óblast, se considera parte del territorio urbano de Veliki Ústiug, ciudad directamente subordinada a la óblast. A efectos de autogobierno local, carece de ayuntamiento propio, ya que desde 2022 forma parte del ókrug municipal que dicho territorio urbano forma junto con el vecino raión homónimo.
En 2023, la ciudad tenía una población de 5460 habitantes. Se ubica junto a la orilla occidental del río Dviná Septentrional, unos 25 km al norte de Veliki Ústiug, cerca del límite con la óblast de Arcángel.

## Historia
Hasta principios del siglo XIX era un terreno rústico, cuyo único interés especial era que albergaba dachas de los comerciantes de Veliki Ústiug. En la década de 1840 se abrió aquí la primera fábrica industrializada de productos de lino del Imperio ruso, que funcionaba con máquinas de última generación traídas de Inglaterra. En torno a la fábrica se desarrolló la localidad, que a finales del siglo llegó a tener su propia iglesia y una estación de ferrocarril de vía estrecha. La Unión Soviética expropió la fábrica, que durante casi todo el siglo XX funcionó bajo control estatal. Adoptó el estatus de ciudad en 1947, y en las décadas siguientes llegó a tener más de diez mil habitantes. Luego de la disolución de la Unión Soviética, la fábrica volvió a privatizarse, pero no pudo seguir compitiendo debido a la falta de modernización de las instalaciones en la época soviética, por lo que se cerró en 2012. La ciudad se halla en una situación de declive demográfico, ya que su economía dependía notablemente de dicha fábrica y actualmente sobrevive con industrias menores.